# Pablo Larrea
Pablo Guido Larrea Gambara (Madrid, 4 de febrero de 1994), más conocido como Pablo Larrea, es un futbolista español que juega como centrocampista en el F. C. Cartagena de la Primera Federación.

## Trayectoria
Es un centrocampista formado en las categorías inferiores del Atlético de Madrid. En verano de 2011 se incorporó a las bases del Villarreal C. F. para jugar en el juvenil, para más tarde pasar al Villarreal C. F. "C" y llegar a jugar en las filas del Villarreal C. F. "B", donde en la temporada 2016-17 disputó 36 partidos.
En la temporada 2017-18 firmó con el C. D. Numancia, convirtiéndose en su debut en la categoría de plata del fútbol español.
Posteriormente pasó por la S. D. Ponferradina, donde estuvo dos años y medio. El 24 de agosto de 2021 firmó por el C. D. Tenerife, con el que disputó 45 partidos entre la Segunda División y la Copa del Rey durante las dos campañas que estuvo en la isla.
El 18 de agosto de 2023 firmó por el Real Murcia C. F. para la temporada 2023-24. Siguió la siguiente campaña, aunque el 3 de febrero de 2025 llegó a un acuerdo para su desvinculación. Al día siguiente se unió al Algeciras C. F., equipo con el que jugó trece encuentros en lo que quedaba de temporada antes de incorporarse el siguiente 10 de julio al F. C. Cartagena.

## Clubes
| Club                 | País   | Año       |
| -------------------- | ------ | --------- |
| Villarreal C. F. "C" | España | 2013-2015 |
| Villarreal C. F. "B" | España | 2015-2017 |
| C. D. Numancia       | España | 2017-2019 |
| S. D. Ponferradina   | España | 2019-2021 |
| C. D. Tenerife       | España | 2021-2023 |
| Real Murcia C. F.    | España | 2023-2025 |
| Algeciras C. F.      | España | 2025      |
| F. C. Cartagena      | España | 2025-     |